# Шмитке (фильм)
Шмитке (чеш. Schmitke) — мистическая комедия 2014 года, дебютный для чешского режиссёра Штепана Альтрихтера (род. в 1981 году в Брно).Комедия была снята по мотивам рассказа Томаша Кончинского «Юлиус Шмитке ускользнул от смерти, как неуклюжий тюлень». Продолжительность: 94 минуты. Премьера в Чехии состоялась 13 августа 2015 года, в Германии — 5 ноября 2015 года.

## Съёмочная группа
Сценаристы: Ян Фусек, Томаш Кончинский, Штепан Альтрихтер.
Звукорежиссёр: Филип Шнайдер
Композитор: Йоханнес Репка
Оператор: Кристиан Пирйоль
Режиссёры монтажа: Филипп Веннинг, Андреа Шумахер.
Продюсеры: Томаш Вах, Йорг Трентманн, Радим Прохазка

## Сюжет
57-летний Юлиус Шмитке, немецкий инженер по ветровым турбинам, ощущает себя больным и старым. Однажды начальник направляет Юлиуса и его младшего коллегу Томаса в чешский городок, расположенный недалеко от немецко-чешской границы, в Рудных горах, где их задача — починить старую ветряную электростанцию модели С 174. Городок окружает волшебный лес, где главный герой теряет своего коллегу, однако находит себя, хоть и в другом обличии. Фильм содержит элементы комедии и мистики.

## Место съёмок
Съёмки фильма проходили в окрестностях города Абертамы (Карловарский регион) с 15 апреля по 27 мая 2013 года.

## Премьера
Мировая премьера фильма 5 октября 2014 года состоялась в Пусане (Южная Корея). На фестивале в Котбусе (Германия) фильм был показан 6 ноября 2014 года и получил приз за лучший дебют. На территории Чехии в 2015 году фильм был показан в рамках фестиваля Фебиофест, Пльзенского кинофестиваля и кинофестиваля в Карловых Варах (5 июля 2015 года).

## Награды
Фильм был номинирован на три премии чешской кинокритики: за лучшую мужскую роль (Петер Курт), лучшую звукорежиссуру в категории Лучший аудиовизуальный дебют и на премию RWE как открытие года (Штепан Альтрихтер). Фильм также участвовал в 9 номинациях на Чешского льва (лучший фильм. лучшая режиссура, лучшая операторская работа, лучший монтаж, лучшая звукорежиссура, лучшая музыкальная композиция, лучшая постановка, лучшая афиша).
Бюджет фильма составил около 5 млн чешских крон.
Фестиваль киноискусства в Мекленбурге-Передней Померании, 2015 год: приз ФИПРЕССИ немецкоязычной кинокритики, лучшая музыкальная композиция и звукорежиссура.

## Актёры
Петер Курт — Юлиус Шмитке
Йоханн Юргенс — Томас Грубер
Хелена Дворжакова — Юлия
Якуб Жачек — г-н Потужак, мэр городка
Петр Вршек — геолог Кришпин
Лана Купер — Анна Шмитке
Йохана Шмидтмайерова — Юленька
Ирена Ламберкова — тётя Инге
Владимир Шкултети — байкер Мирек
Штефан Гроссманн — начальник Юлиуса